# Cryptantha abata
Cryptantha abata là loài thực vật có hoa trong họ Mồ hôi. Loài này được (Jones) I.M.Johnst. mô tả khoa học đầu tiên năm 1948.